# باتريك هوغن (لاعب كرة قدم)
باتريك هوغن (بالإنجليزية: Patrick Hogan)‏ هو لاعب كرة قدم أمريكي، ولد في 17 سبتمبر 1997 في شارلوت في الولايات المتحدة. لعب مع Charlotte 49ers men's soccer ‏.